# Gidle
Gidle ist ein Dorf im Süden der Woiwodschaft Łódź im Powiat Radomszczański in Polen. Es ist Sitz der gleichnamigen Landgemeinde mit 5964 Einwohnern (Stand 31. Dezember 2020).
Im Ort befinden sich eine Grundschule und das Gymnasium (Realschule) der Gemeinde.

## Geschichte

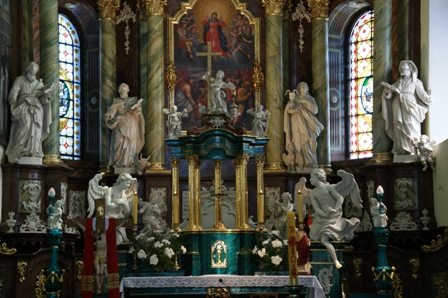
Altar der Klosterkirche in Gidle

Seit dem 17. Jahrhundert befindet sich im Ort ein Heiligtum Basilika Mariä Himmelfahrt der Gidler Gottesmutter der Dominikaner. Frühere Namen des Orts waren Gidzielice oder Gidzle. Der Name kommt von einem Namen Gidziela.
In den Jahren 1975 bis 1998 gehörte die Gemeinde zur Woiwodschaft Częstochowa.

## Gemeinde
Zur Landgemeinde (gmina wiejska) Gidle gehören das Dorf selbst und 20 weitere Dörfer mit Schulzenämtern.

## Persönlichkeiten
- Sławomir Majak (* 1969), Fußballspieler.